# معبد چایامانکالارام
معبد چایامانکالارام (به انگلیسی: Wat Chayamangkalaram)(تایلندی: วัดไชยมังคลาราม; آرتی‌جی‌اس: Wat Chaiyamangkhalaram) (هم چنین از آن به معبد بودایی چایامانکالارام نام برده می‌شود) یک معبد تایلندی در پولائو تیکوس، حومهٔ جرج تاون در ایالت پنانگ، مالزی است. معبد در خیابان کلاوی، نزدیک معبد برمه ای  دامیکاراما واقع شده است. این معبد قدیمی‌ترین معبد مالزیایی‌های تایلندی‌تبار در این ایالت است. معبد به کانونی برای برگزاری فستیوال‌های تایلندی سونگکران و لوی کراتونگ در حومهٔ شهر و مراسم سالیانه روز بودا در شهر تبدیل شده است.

## تاریخچه
در طی دوران شهرک‌های تنگه، بعد از اینکه ملکه ویکتوریا قطعه زمینی در جرج تاون را به دو جامعه برمه‌ای و سیامی اهداء کرد، در سال ۱۷۹۵ این زمین جهت ساخت معبد تسطیح گردید. در سال ۱۸۳۰، در پنانگ که در آن دوران جمعیتی بالغ بر ۴۰٬۰۰۰ نفر داشت، حدود ۶۴۸ نفر برمه‌ای و سیامی زندگی می‌کردند.